# Juan López Moctezuma
Juan López Moctezuma (* 19. Mai 1932 in Mexiko-Stadt; † 2. August 1995 ebenda) war ein mexikanischer Filmregisseur, Produzent, Drehbuchautor und Schauspieler. Er trat hauptsächlich in lokalen mexikanischen Produktionen auf und drehte als Regisseur insgesamt sechs Filme, die fast alle dem Horrorfilm zuzurechnen sind. Sein bekanntestes Werk ist Alucarda – Tochter der Finsternis von 1977. Eine persönliche Freundschaft sowie langjährige berufliche Zusammenarbeit verbanden ihn mit dem chilenischen Filmemacher Alejandro Jodorowsky, dessen Werke starken Einfluss auf die Filme von Moctezuma ausübten.
Der französisch-polnische Filmemacher und Oscar-Preisträger Roman Polański äußerte, dass Moctezuma ihn beim Dreh zum Film Der Mieter von 1976 stark inspiriert habe. Auch der mexikanische Regisseur und Oscar-Preisträger Guillermo del Toro äußerte sich positiv über das Werk von Moctezuma und nannte Alucarda – Tochter der Finsternis einen seiner Lieblingsfilme.
Moctezuma erkrankte 1992 an Alzheimer und verstarb im August 1995 an Herzversagen.

## Filmografie
- 1972: Die Villa des Wahnsinns (La mansión de la locura)
- 1974: Mary, Bloody Mary (Mary, Mary, Bloody Mary)
- 1977: Alucarda – Tochter der Finsternis (Alucarda, la hija de las tinieblas)
- 1984: Missing and Killed – Der Massenmörder (Matar a un extraño)
- 1986: Welcome Maria (Welcome Maria)
- 1995: El alimento del miedo (posthum)